# Morganton (Carolina do Norte)
Morganton é uma cidade localizada no estado norte-americano de Carolina do Norte, no Condado de Burke.

## Demografia
Segundo o censo norte-americano de 2000, a sua população era de 17.310 habitantes.
Em 2006, foi estimada uma população de 17.224, um decréscimo de 86 (-0.5%).

## Geografia
De acordo com o United States Census Bureau tem uma área de
47,0 km², dos quais 47,0 km² cobertos por terra e 0,0 km² cobertos por água.

## Localidades na vizinhança
O diagrama seguinte representa as localidades num raio de 16 km ao redor de Morganton.